# NGC 230
NGC 230 ist eine Spiralgalaxie vom Hubble-Typ Sa? im Sternbild Walfisch am Himmelsäquator, die schätzungsweise 302 Millionen Lichtjahre von der Milchstraße entfernt ist. Im gleichen Himmelsareal befinden sich die Galaxien NGC 232 und IC 1573.
Das Objekt wurde im Jahr 1886 von dem US-amerikanischen Astronomen Francis Preserved Leavenworth entdeckt.